# Группа войск курского направления
Группа войск курского направления — войсковое объединение (группа войск) РККА, в период Гражданской войны в России (конец 1918 — начало 1919 гг).
В литературе также встречаются наименования — Особая группа войск Курского направления, Особый отряд курского направления. Группа войск была сформирована в ноябре 1918 года. В декабре часть её войск вошла в состав Украинской советской армии и действовала на территории Украины, а оставшиеся войска были подчинены РВС Южного фронта (против Донской армии генерала Краснова). С февраля 1919 года была переименована в Группу войск донецкого направления, которая в марте 1919 года была развёрнута в 13-ю армию.

## История
В конце сентября 1918 года Четверной союз начал разваливаться. В последних числах сентября капитулировали войска Болгарии, через месяц — турецкая армия. В октябре 1918 года в Австро-Венгрии произошла буржуазно-демократическая революция, в результате которой монархия была свергнута, Австро-Венгерская империя распалась. 3 ноября австро-венгерские войска сложили оружие. Лишившись союзников, Германская империя капитулировала и 11 ноября подписала акт о перемирии.
11 ноября Совнарком Российской Советской Республики дал директиву Реввоенсовету Республики о подготовке в десятидневный срок наступления Красной Армии против оккупационных германо-австрийских войск и сепаратистских украинских национальных войск и группировок, об оказании помощи Украинской Красной армии.
13 ноября правительство Советской России аннулировало Брестский мирный договор, получив возможность открыто помогать революционным силам Украины и других оккупированных районов страны, что имело решающее значение для успеха их борьбы против оккупантов и внутренней контрреволюции. В постановлении ВЦИК об аннулировании Брестского договора содержалось приветствие трудящимся оккупированных областей страны, указывалось, что Российская Советская Республика призывает их «к братскому союзу с рабочими и крестьянами России и обещает им полную, до конца идущую поддержку в их борьбе за установление на их землях социалистической власти рабочих и крестьян».
17 ноября Революционным военным советом Республики был сформирован Революционный военный совет Особой группы войск Курского направления в составе В. А. Антонова-Овсеенко, И. В. Сталина, В. П. Затонского (в литературе встречается также наименование РВС Курского направления). Реввоенсовет разработал военно-стратегический план освобождения Украины, приступил к укомплектованию фронта войсками. В помощь большевикам Украины ЦК РКП (б) направил несколько групп партийных, советских и военных работников.
18 ноября главнокомандующий всеми Вооружёнными Силами РСФСР И. И. Вацетис издал Директиву № 279/ш о создании Особого отряда курского направления (позже Группы войск курского направления). Штаб формирования размещался в Курске. В состав Группы войск вошли 1-я и 2-я Повстанческие дивизии, сформированные ещё в сентябре в так называемой нейтральной зоне, установленной Брестским мирным договором между Советской Россией и оккупированной австро-германскими войсками Украиной.
18-24 ноября 2-я Повстанческая дивизия заняла Ямполь, Рыльск, Коренево и другие населённые пункты на границе Советской России и Украины.
20 ноября в состав Группы войск курского направления для усиления группировки советских войск, противостоящей Донской армии генерала Краснова, был переброшен с Восточного фронта отряд под командованием И. С. Кожевникова.
28 ноября на базе Всеукраинского центрального военно-революционного комитета было создано Временное рабоче-крестьянское правительство Украины, которое возглавил Г. Л. Пятаков. На своём первом заседании в г. Судже Временное рабоче-крестьянское правительство Украины сформировало Реввоенсовет Украинской советской армии, подчинив ему все действующие на территории Украины советские вооружённые силы.
30 ноября была образована Украинская советская армия (командующий В. А. Антонов-Овсеенко, члены РВС В. П. Затонский и Артём (Ф. А. Сергеев), начальник штаба В. Х. Ауссем).
В состав Украинской советской армии были переданы 1-я и 2-я Повстанческие дивизии, а также вошли отдельные повстанческие отряды, преобразованные позже в регулярные части и соединения, и части пограничной охраны Брянского, Льговского, Курского и Острогожского районов Курской губернии.
Директивой главнокомандующего всеми Вооружёнными Силами РСФСР № 487/ш от 19 декабря 1918 с 21 декабря 1918 года Группа войск курского направления была подчинена РВС Южного фронта.
В декабре командующим Группой войск курского направления Южного фронта был назначен И. С. Кожевников. Штаб Группы войск курского направления Южного фронта располагался в г. Валуйки (январь 1919), г. Купянск (январь — 15 февраля 1919).
На основании приказа по Группе войск курского направления № 2 от 10 января 1919 года из отрядов Партизанской Красной Армии в районе г. Луганска была сформирована 4-я партизанская дивизия. 10 февраля она была переформирована в 4-ю стрелковую дивизию.
Приказом № 233 от 15 февраля по войскам Южного фронта Группа войск курского направления была переименована в Донецкую группу войск (Группу войск донецкого направления). Её командующим был назначен И. С. Кожевников. Штаб Донецкой группы войск располагался в г. Купянске (15 февраля — 5 марта 1919). Приказом по войскам фронта № 328 от 5 марта 1919 г. Донецкая группа войск была развёрнута в 13-ю армию.

## Командование
Революционный военный совет Особой группы войск Курского направления:
- Командующий войсками В. А. Антонов-Овсеенко (17 ноября — декабрь 1918)[1][3]
- Член РВС И. С. Сталин[1]
- Член РВС В. П. Затонский[1].
- 30 ноября 1918 В. А. Антонов-Овсеенко был одновременно назначен командующим войсками Украинской советской армии[1].
- В должности командующего Группы войск курского направления его сменил И. С. Кожевников (декабрь 1918 — 15 февраля 1919)[5].

## Состав
На 18 ноября 1918 Особая группа войск курского направления:
- Управление (Штаб, Политический отдел)
- 1-я Украинская повстанческая дивизия (18 — 30 ноября 1918)
- 2-я Украинская повстанческая дивизия (18 — 30 ноября 1918)

На 20 ноября 1918 Особая группа войск курского направления:
- Управление (Штаб, Политический отдел)
- 1-я Украинская повстанческая дивизия
- 2-я Украинская повстанческая дивизия
- Партизанская Красная Армия (20 ноября 1918). Командующий войсками И. С. Кожевников.

На 30 ноября 1918:
- Управление
- Украинская советская армия (30 ноября 1918 — 4 января 1919)
- Отдельные повстанческие отряды, преобразованные в регулярные части и соединения
- Части погранохраны Брянского, Льговского, Курского и Острогожского районов Курской губернии.

На 31 декабря 1918:
- Управление
- Украинская советская армия:
  - 1-я Украинская советская дивизия
  - 2-я Украинская советская дивизия
- Запасная украинская советская дивизия
- Брянский пограничный полк
- Льговский пограничный полк
- Курский пограничный полк
- Отдельные формирования.

- 4-я партизанская дивизия (10.01-10.02.1919)
- 4-я стрелковая дивизия (10.02-15.02.1919)